# Río Shashe
El río Shashe, también transcrito Shashi,  es un curso fluvial estacional de África meridional, un importante afluente de la orilla izquierda del río Limpopo que discurre en su mayor parte por Zimbabue y que durante un largo tramo es frontera internacional con Botsuana y en un solo punto trifronterizo, también con Sudáfrica. El Shashe tiene una longitud de 300 km y drena una pequeña cuenca de 18 991 km².

## Geografía

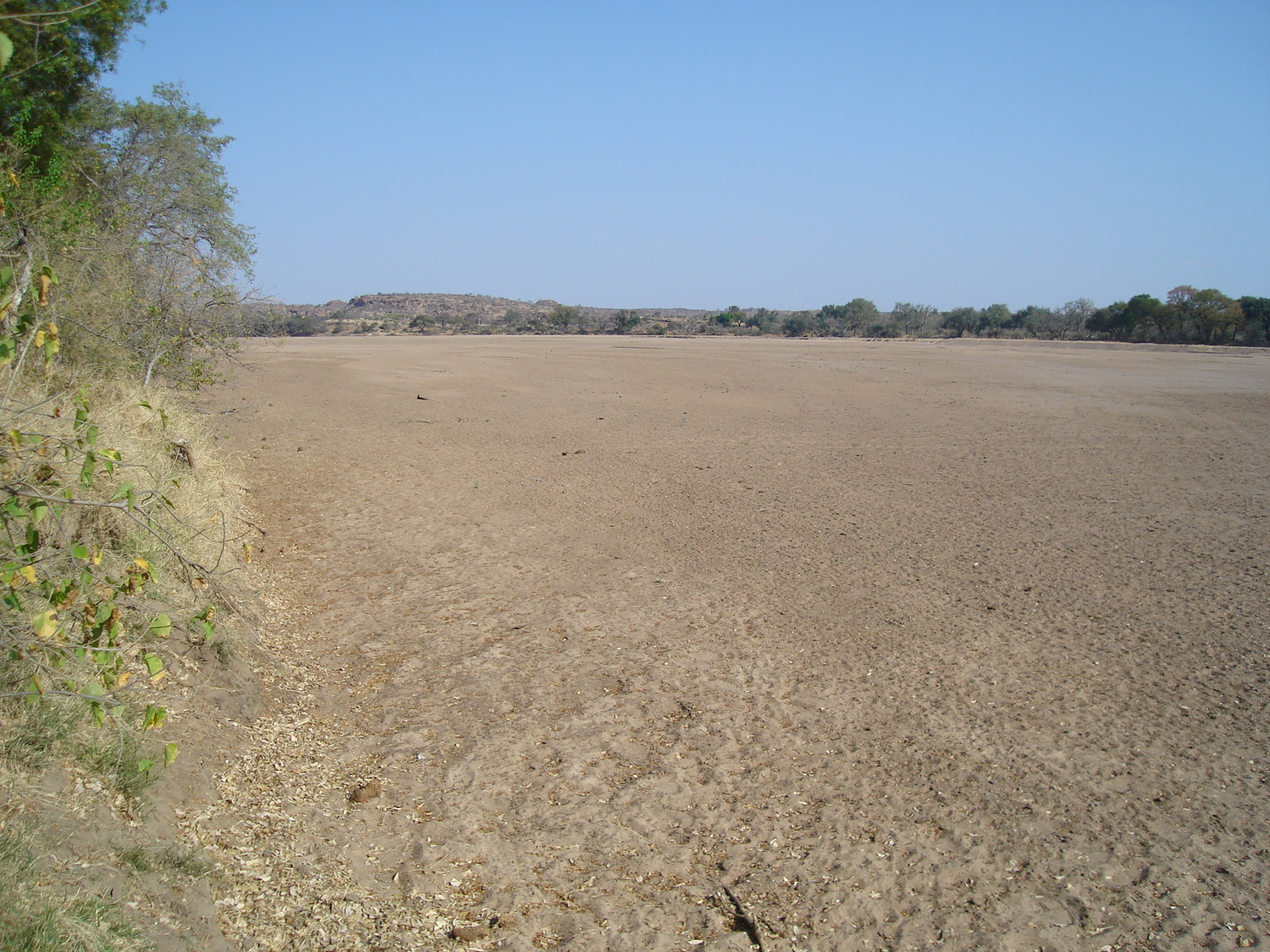
El río Shashe en el Shashi Irrigation Scheme Zimbabue.

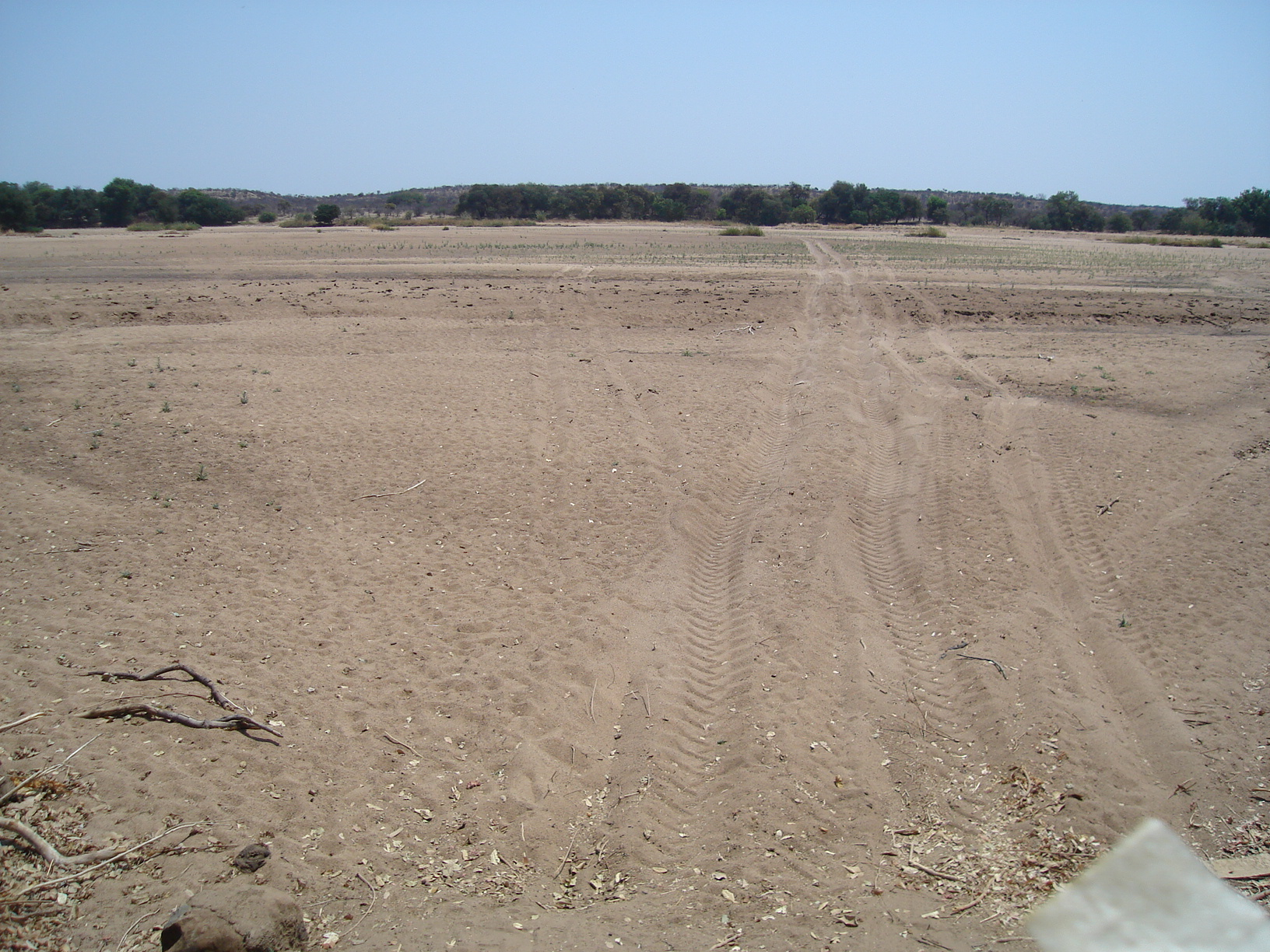
Punto de cruce norte sobre el río Shashe en el Thuli Parks and Wildlife Land.

El río Shashe nace al noroeste de Francistown, en Botsuana y discurre casi en todo su curso en dirección este, hasta desembocar en el río Limpopo en el punto que señala el encuentro de las fronteras de Botsuana, Zimbabue y Sudáfrica, en el sitio del «Área de Conservación Transfronteriza Shalimpo» (Shalimpo Transfrontier Conservation Area). La zona de la confluencia fue integrada en la lista del Patrimonio de la Humanidad por la Unesco en 2003 como Paisaje cultural de Mapungubwe, por representar los vestigios de un estado que floreció en aquella región entre los siglos IX y XIV, con características semejantes al que dio origen al Gran Zimbabue.
Las principales ciudades por las que atraviesa el río, desde el nacimiento del río a su boca, son la ciudad de Francistown y el pueblo de Tuli. Hay un puente de carretera y un puente ferroviario al sur de Francistown.
El curso bajo del río Shashe forma el límite internacional entre Botsuana y Zimbabue y no tiene puentes. Sin embargo, en Tuli, como ambos lados del río se encuentran en Zimbabue, hay dos puntos de cruce legales. En la confluencia con el río Limpopo está el punto más bajo de Botsuana (513) m).

## Hidrología
El río Shashe es un río muy efímero, con un caudal que generalmente se limita a unos pocos días del año.  El río aporta el 12,2 % de la media anual de escorrentía de la cuenca del Limpopo.
Los principales afluentes del río Shashe son los ríos Ramakwebana, Simukwe, Shashani y Thuli.  La parte baja del curso del Shashe es un canal lleno de arena, con amplios acuíferos aluviales en el cauce del río y bajo las llanuras aluviales.  Estos suministran el agua para una serie de complejos de riego, como los de Sibasa y Shashi. (Sibasa Irrigation Scheme y Shashi Irrigation Scheme).
Hace más de dos millones de años, el alto río Zambezi utilizó para fluir hacia el sur lo que ahora es el Makgadikgadi Pan (en la actualidad un vasto humedal estacional) hasta el río Shashe y desde allí al río Limpopo.

## Desarrollo
El río Shashe está represado cerca de Francistown, en la presa Shashe, que suministra agua a Francistown, a los pueblos de los alrededores, a las minas Phoenix (Tati Nickel Mining Company/Norilsk Nickel) y a la mina Mupane Gold Mine (IAMGOLD).